# Nußberg (Steigerwald)
Der Nußberg ist ein 481 m ü. NHN hoher Berg im Steigerwald. Er liegt im östlichen Teil des Landkreises Schweinfurt in Unterfranken.

## Geographische Lage
Der Nußberg gehört zu den höheren Bergen im nördlichen Steigerwald. Er liegt etwa acht Kilometer westlich der Ortschaft Fabrikschleichach. Aufgrund seiner Lage inmitten der Steigerwald Nord-Süd-Achse, eingerahmt durch ähnlich hohe Erhebungen, wie z. B. dem Gangolfsberg oder Bocksberg, ist er nicht so markant wie der schon von Weitem – zumindest aus östlicher bis nördlicher Richtung her kommend- sichtbare Zabelstein. Der Berg liegt im Staatsforst Hundelshausen. Den Berg erreicht man über die die Straße SW 52. Er ist nicht beschildert.

## Sehenswürdigkeiten
In der Nähe des Berges entspringen die Bäche Weilersbach und Mühlbach.

## Naturschutz
Der Euerberg liegt ausschließlich im Naturpark Steigerwald, welcher mit wenigen Ausnahmen deckungsgleich mit dem Steigerwald ist. Das Gebiet liegt vollständig im FFH-Gebiet Buchenwälder und Wiesentäler des Nordsteigerwalds sowie im  Vogelschutzgebiet Oberer Steigerwald.